# Sideritis montana
La stregonia montana (nome scientifico Sideritis montana L., 1753) è una piccola pianta erbacea dai fiori labiati appartenente alla famiglia delle Lamiaceae.

## Etimologia
Il nome generico (sideritis) deriva dalla parola greca "sideros" (= ferro) e indica una pianta utilizzata per sanare le ferite causate dalle armi di ferro. L'epiteto specifico (montana) fa riferimento al tipico habitat di queste piante.
II nome scientifico della specie è stato definito da Linneo (1707 – 1778) biologo e scrittore svedese, considerato il padre della moderna classificazione scientifica degli organismi viventi, nella pubblicazione "Species Plantarum - 2: 575" del 1753.

## Descrizione

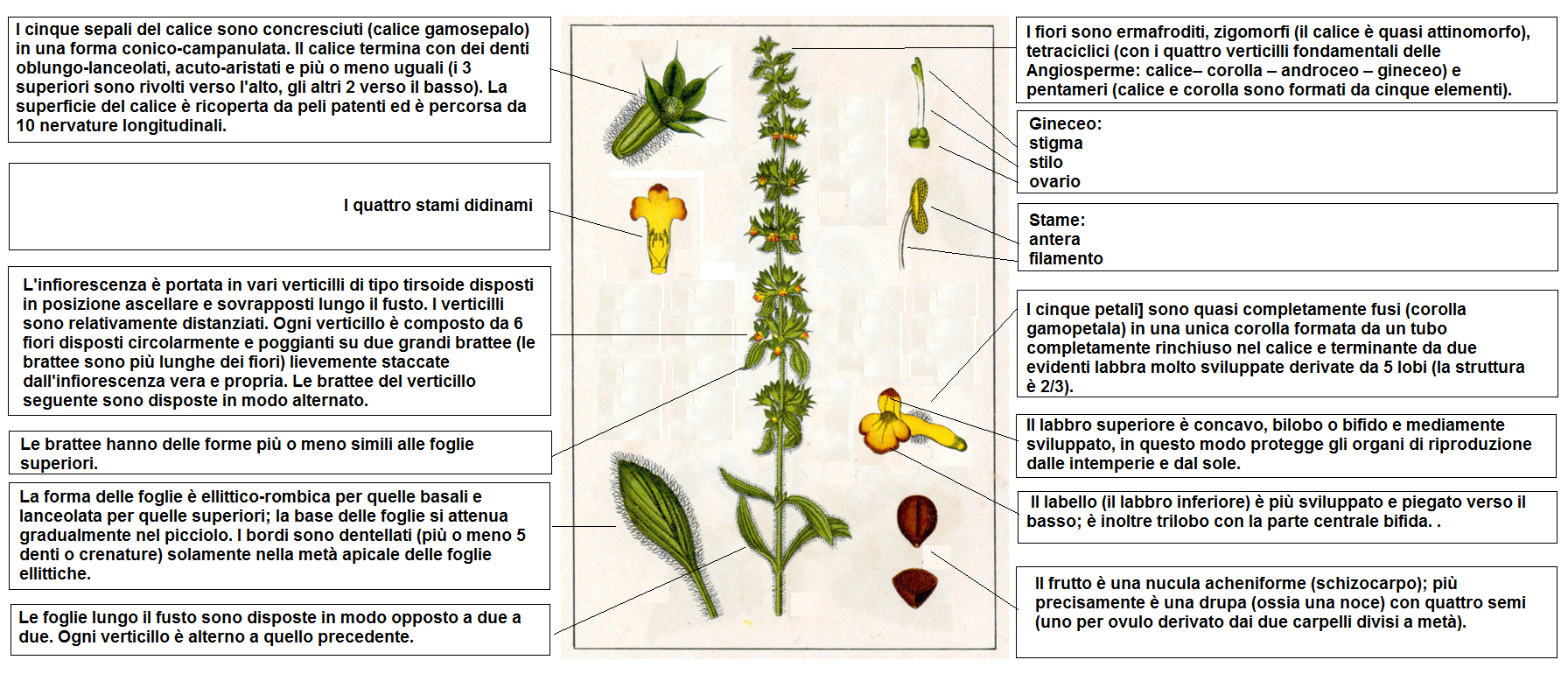
Descrizione delle parti della pianta

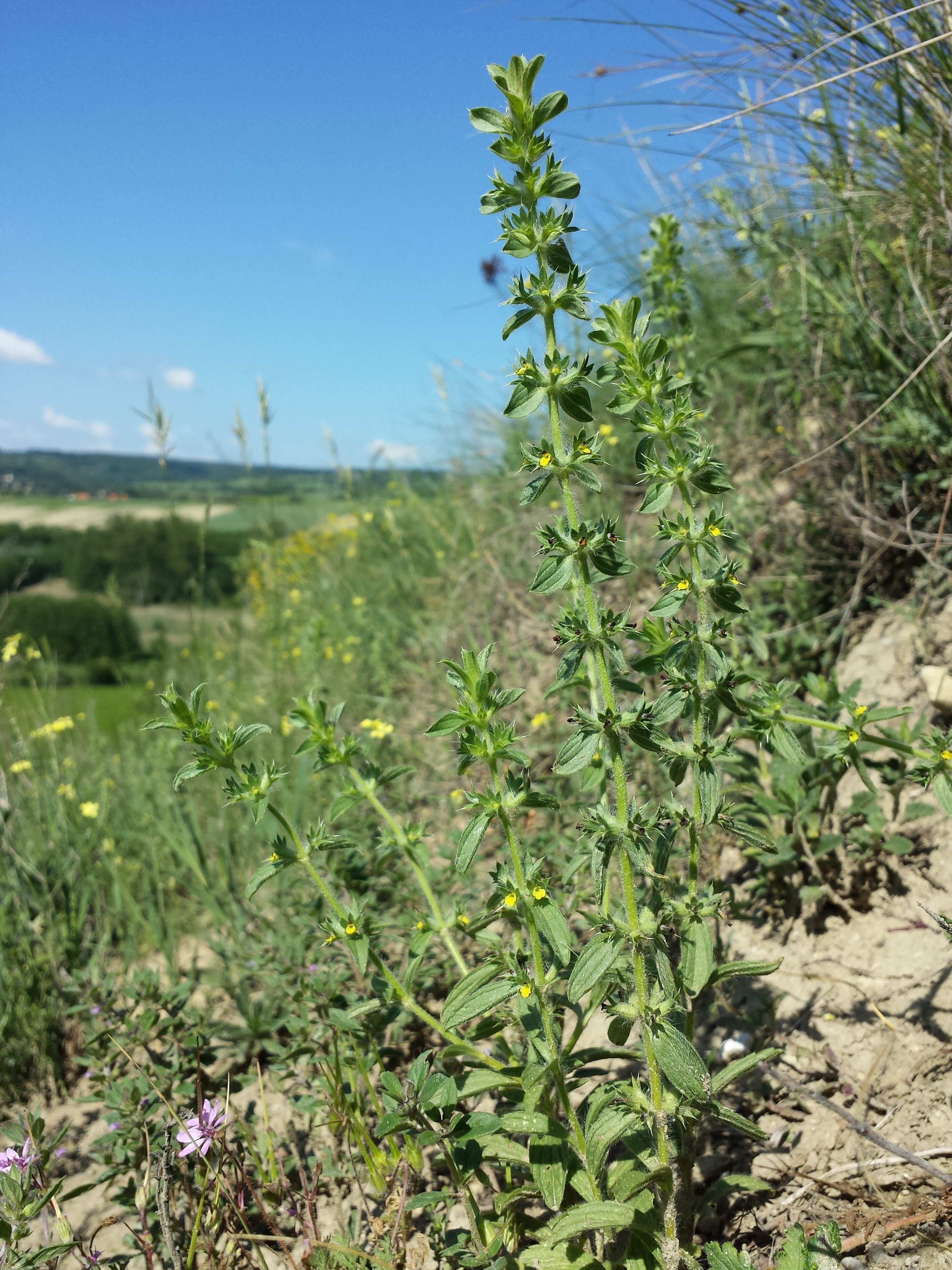
Il portamento

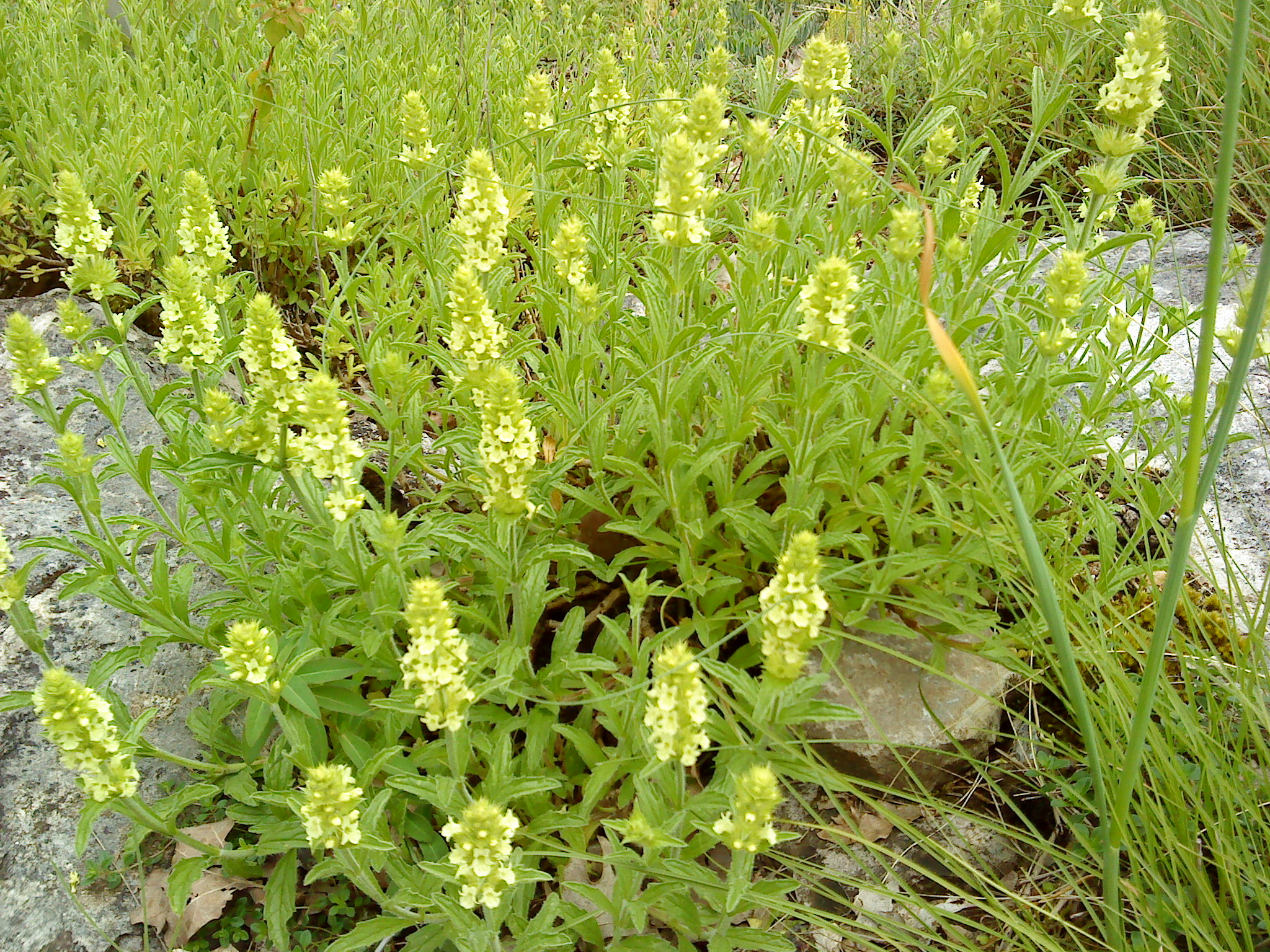
Infiorescenza

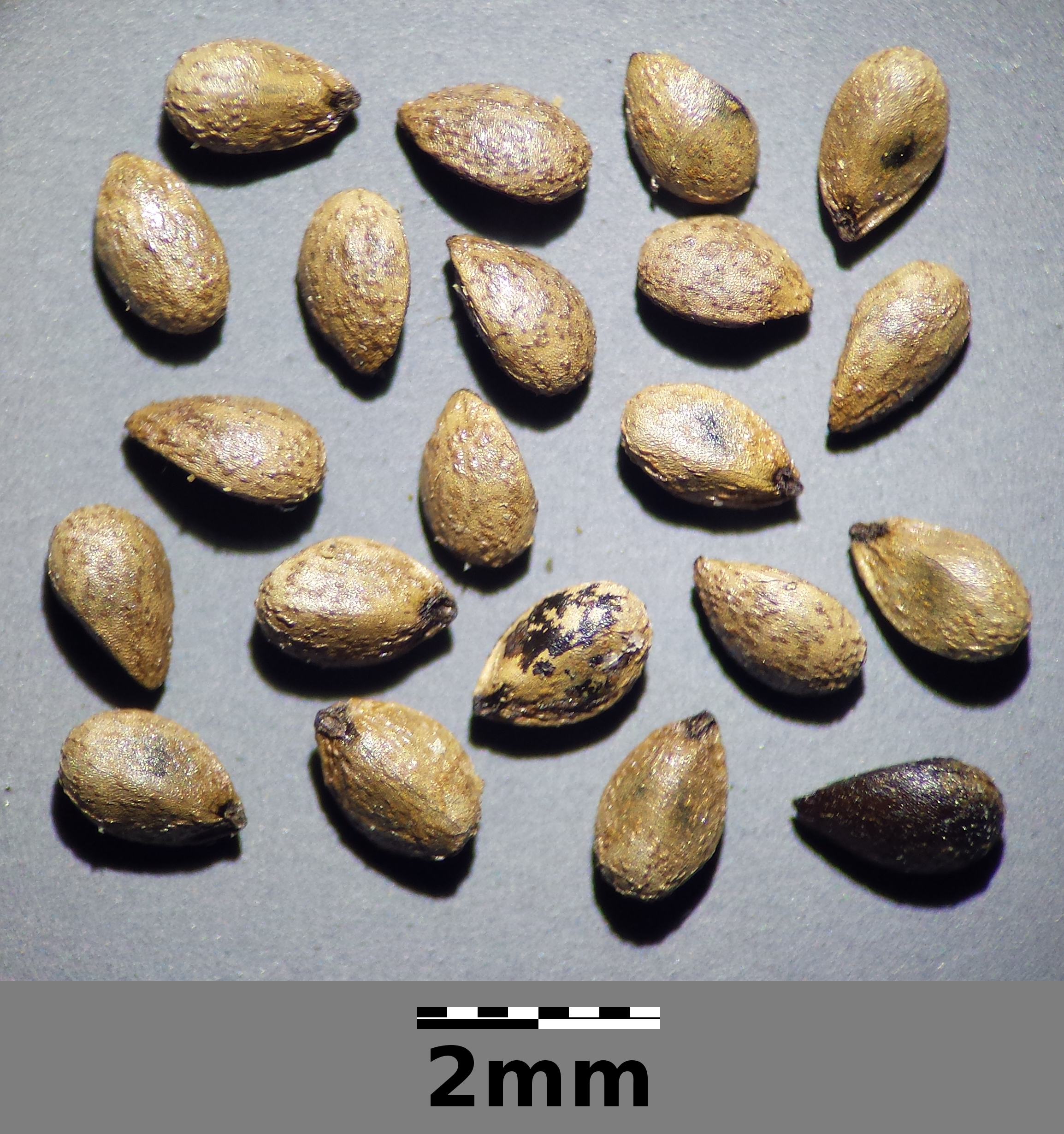
I semi

Queste piante arrivano ad una altezza di 5 – 25 cm. La forma biologica è terofita scaposa (T scap), ossia in generale sono piante erbacee che differiscono dalle altre forme biologiche poiché, essendo annuali, superano la stagione avversa sotto forma di seme e sono munite di asse fiorale eretto e spesso privo di foglie. L'abito è più o meno pubescente per peli patenti lunghi 1,5 – 2 mm.

### Radici
Le radici sono secondarie da rizoma.

### Fusto
La parte aerea del fusto è eretta, semplice o ramosa alla base. La sezione del fusto è quadrangolare a causa della presenza di fasci di collenchima posti nei quattro vertici, mentre le quattro facce sono concave.

### Foglie
Le foglie lungo il fusto sono disposte in modo opposto a due a due. Ogni verticillo è alterno a quello precedente. La forma delle foglie è ellittico-rombica per quelle basali e lanceolata per quelle superiori; la base delle foglie si attenua gradualmente nel picciolo. I bordi sono dentellati (più o meno 5 denti o crenature per lato) solamente nella metà apicale delle foglie ellittiche (quelle basali). Dimensione delle foglie ellittiche: larghezza 11 mm; lunghezza 20 mm. Dimensione delle foglie lanceolate: larghezza 3 mm; lunghezza 11 mm.

### Infiorescenza
L'infiorescenza è portata in vari verticilli di tipo tirsoide disposti in posizione ascellare e sovrapposti lungo il fusto. I verticilli sono relativamente distanziati. Ogni verticillo è composto da 6 fiori disposti circolarmente e poggianti su due grandi brattee (le brattee sono più lunghe dei fiori) lievemente staccate dall'infiorescenza vera e propria. Le brattee del verticillo seguente sono disposte in modo alternato. Le brattee hanno delle forme più o meno simili alle foglie superiori. Non sono presenti le bratteole. La fioritura è basipeta (fioriscono prima i fiori apicali).

### Fiore
I fiori sono ermafroditi, zigomorfi (il calice è quasi attinomorfo), tetraciclici (con i quattro verticilli fondamentali delle Angiosperme: calice– corolla – androceo – gineceo) e pentameri (calice e corolla sono formati da cinque elementi). Lunghezza del fiore: 6 – 8 mm.
- Formula fiorale. Per questa specie la formula fiorale della famiglia è la seguente:

X, K (5), [C (2+3), A 2+2], G (2), supero, drupa, 4 nucole
- Calice: i cinque sepali del calice sono concresciuti (calice gamosepalo) in una forma conico-campanulata. Il calice termina con dei denti oblungo-lanceolati, acuto-aristati e più o meno uguali (i 3 superiori sono rivolti verso l'alto, gli altri 2 verso il basso). La superficie del calice è ricoperta da peli patenti ed è percorsa da 10 nervature longitudinali. Lunghezza dei denti: 3 – 4 mm.
- Corolla: i cinque petali sono quasi completamente fusi (corolla gamopetala) in un'unica corolla pubescente formata da un tubo completamente rinchiuso nel calice e terminante da due labbra molto sviluppate derivate da 5 lobi (la struttura è 2/3). Il labbro superiore è concavo, bilobo o bifido e mediamente sviluppato, con la funzione di proteggere gli organi di riproduzione dalle intemperie e dal sole. Il labello (il labbro inferiore) è più sviluppato e piegato verso il basso per fare da base di “atterraggio” agli insetti pronubi; è inoltre trilobo con la parte centrale bifida. Le fauci internamente sono circondate da un anello di peli (caratteristica comune a molte "labiate" che ha lo scopo di impedire l'accesso ad insetti più piccoli e non adatti all'impollinazione). La corolla è giallastra e annerente nel secco. Lunghezza del tubo: 5 mm. Lunghezza del labbro superiore: 5 mm. Dimensioni del labbro inferiore: larghezza 4 mm; lunghezza 5 mm. Apertura fra le due labbra: 6 mm.
- Androceo: l'androceo possiede quattro stami didinami generalmente corti (quelli anteriori sono più lunghi) tutti fertili e completamente inclusi nella corolla e posizionati sotto il labbro superiore. I filamenti sono adnati alla corolla. Le antere sono ravvicinate a coppie e sono biloculari; quelle degli stami superiori sono antere a logge opposte. Le teche sono più o meno distinte e confluenti; la deiscenza è logitudinale. I granuli pollinici sono del tipo tricolpato o esacolpato. Il nettario a forma di disco è ricco di sostanze zuccherine.
- Gineceo: l'ovario, profondamente quadri-lobato, è supero formato da due carpelli saldati (ovario bicarpellare) ed è 4-loculare per la presenza di falsi setti. La placentazione è assile. Gli ovuli sono 4 (uno per ogni presunto loculo), hanno un tegumento e sono tenuinucellati (con la nocella, stadio primordiale dell'ovulo, ridotta a poche cellule).[12] Lo stilo inserito alla base dell'ovario (stilo ginobasico) è del tipo filiforme ed è incluso nella corolla. Lo stigma è bifido con lobi ineguali (uno è cilindrico e l'altro è allargato e abbraccia la base del primo).
- Fioritura: da maggio ad luglio (settembre).

### Frutti
Il frutto è una nucula acheniforme (schizocarpo); più precisamente è una drupa (ossia una noce) con quattro semi (uno per ovulo derivato dai due carpelli divisi a metà). Questo frutto nel caso delle Lamiaceae viene chiamato “clausa”. Le quattro parti in cui si divide il frutto principale, sono ancora dei frutti (parziali) ma monospermici (un solo seme) e privi di endosperma. La forma è trigona, cuneato-obovata, arrotondata all'apice con superficie liscia e glabra. I frutti si trovano all'interno del calice che può essere persistente.

## Riproduzione
- Impollinazione: l'impollinazione avviene tramite insetti (impollinazione entomogama): ditteri, imenotteri e più raramente lepidotteri.[13][14]
- Riproduzione: la fecondazione avviene fondamentalmente tramite l'impollinazione dei fiori (vedi sopra).
- Dispersione: i semi cadendo a terra (dopo essere stati trasportati per alcuni metri dal vento – disseminazione anemocora) sono successivamente dispersi soprattutto da insetti tipo formiche (disseminazione mirmecoria).[15] Per questo scopo i semi hanno una appendice oleosa (elaisomi, sostanze ricche di grassi, proteine e zuccheri) che attrae le formiche durante i loro spostamenti alla ricerca di cibo.[16]

## Distribuzione e habitat

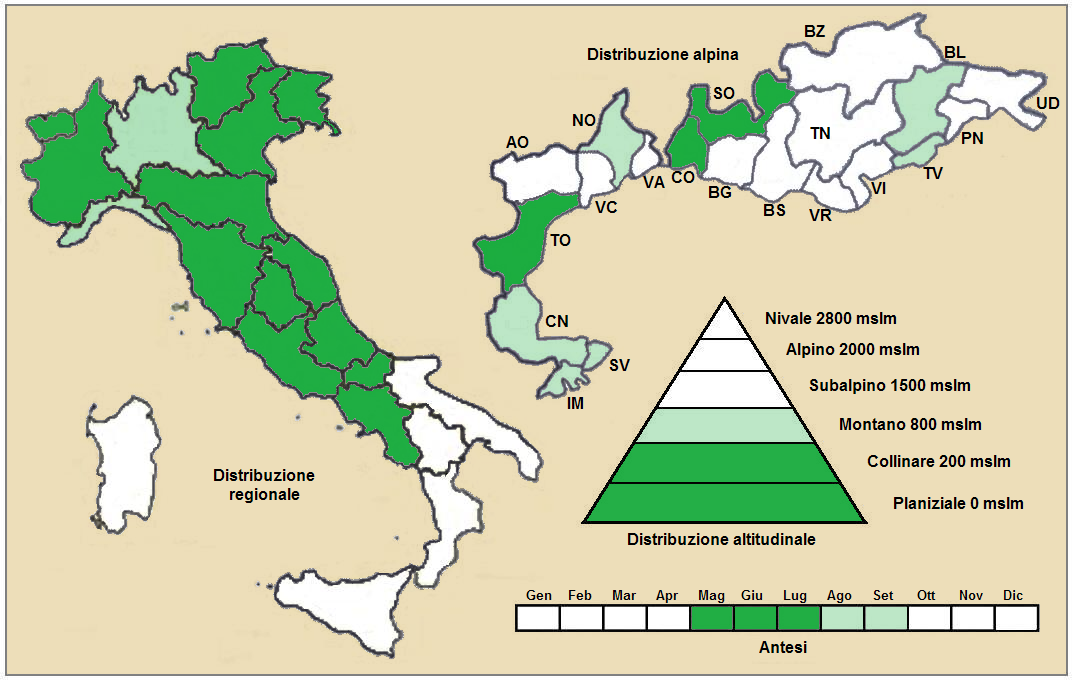
Distribuzione della pianta
(Distribuzione regionale – Distribuzione alpina)

- Geoelemento: il tipo corologico (area di origine) è Mediterraneo - Turanico.
- Distribuzione: in Italia è una specie comune al Nord e al Centro. Fuori dall'Italia, nelle Alpi, questa specie si trova in Francia (dipartimenti di Alpes-de-Haute-Provence, Hautes-Alpes e Alpes-Maritimes), in Svizzera (cantone Vallese) e in Austria (Länder dell'Austria Inferiore). Sugli altri rilievi europei collegati alle Alpi si trova nei Pirenei, Monti Balcani e Carpazi.[18] Nel resto dell'Europa e nell'arelae del Mediterraneo la stregonia montana si trova in Russia, nella Transcaucasia, nell'Anatolia e nel Magreb.[19] Si trova anche in Cina e in Asia sud-occidentale.[11]
- Habitat: l'habitat tipico per questa pianta sono i prati aridi. Il substrato preferito è calcareo ma anche siliceo con pH neutro, alti valori nutrizionali del terreno che deve essere arido.[18]
- Distribuzione altitudinale: sui rilievi queste piante si possono trovare fino a 1000 m s.l.m.; frequentano quindi i seguenti piani vegetazionali: collinare e in parte quello montano (oltre a quello planiziale – a livello del mare).

### Fitosociologia
Dal punto di vista fitosociologico Sideritis montana appartiene alla seguente comunità vegetale:
Formazione: delle comunità pioniere a terofite e succulente
Classe: Thero-Brachypodietea
Ordine: Thero-Brachypodietalia
Alleanza: Thero-Brachypodion

## Tassonomia
La famiglia di appartenenza della specie (Lamiaceae), molto numerosa con circa 250 generi e quasi 7000 specie, ha il principale centro di differenziazione nel bacino del Mediterraneo e sono piante per lo più xerofile (in Brasile sono presenti anche specie arboree). Per la presenza di sostanze aromatiche, molte specie di questa famiglia sono usate in cucina come condimento, in profumeria, liquoreria e farmacia. Il genere Sideritis comprende più di 150 specie distribuite dalla Macaronesia alla Cina attraverso la Russia e il Tibet, cinque delle quali vivono spontaneamente in Italia. Nell'ambito della famiglia il genere Sideritis è descritto all'interno della tribù Stachydeae Dumort., 1827 (sottofamiglia Lamioideae Harley, 2003). Nelle classificazioni meno recenti la famiglia Lamiaceae viene chiamata Labiatae.

Il numero cromosomico di S. montana è: 2n = 16, 18, 28 e 32.

### Sottospecie
Per questa specie sono riconosciute le seguenti sottospecie:
- Sideritis montana subsp. ebracteata (Asso) Murb., 1898 - Distribuzione: Spagna e Magreb.
- Sideritis montana subsp. montana - Distribuzione: è la varietà presente in Italia[17], nel resto dell'Europa e Asia, ma non nell'Africa.
- Sideritis montana subsp. remota (d'Urv.) P.W.Ball, 1972 - Distribuzione: Grecia, Anatolia e Siria

### Sinonimi
Questa entità ha avuto nel tempo diverse nomenclature. L'elenco seguente indica alcuni tra i sinonimi più frequenti:
- Burgsdorfia montana (L.) Rchb.
- Hesiodia bicolor  Moench
- Hesiodia montana  (L.) Dumort.
- Hesiodia montana subsp. comosa  (Rochel ex Benth.) Soják
- Sideritis comosa  (Rochel ex Benth.) Stankov
- Sideritis montana var. comosa  Rochel ex Benth.
- Sideritis montana subsp. comosa  Soó
- Sideritis montana var. ramosa  K.Koch
- Sideritis montana var. sericea  K.Koch
- Sideritis montana var. simplicissima  K.Koch
- Sideritis riklii  Briq.
- Stachys bicolor  (Moench) E.H.L.Krause

Sinonimi della sottospecie remota
- Hesiodia remota (d'Urv.) Soják
- Sideritis remota  d'Urv.
- Stachys remota  (d'Urv.) E.H.L.Krause

Sinonimi della sottospecie ebracteata
- Hesiodia ebracteata  (Asso) Soják
- Sideritis ebracteata  Asso

### Specie simili
Questa specie nelle aree dell'Italia Centrale può essere confusa con la specie Stachys ocymastrum (L.) Briq.. Quest'ultima si distingue per le foglie con forme astato-ovate con 10 - 15 crenature per lato e per il tipo di fioritura: acropeta (fioriscono prima i fiori basali).

## Altre notizie
La siderite montana in altre lingue è chiamata nei seguenti modi:
- (DE)  Berg-Gliedkraut
- (FR)  Crapaudine des montagnes
- (HR)  Gorski očist